# Cassius Cook
Cassius V. Cook (1879 – 1º de março de 1950) foi um ativista, escritor e editor anarquista estadunidense. Cook cresceu em Iowa antes de se mudar para Chicago e depois para a Califórnia. Ele estudou farmácia no College of Physicians and Surgeons em San Francisco.
Ele era associado de Emma Goldman, aumentando sua fiança quando ela foi presa em San Francisco em 1909 depois que ela veio à cidade para uma série de palestras e debates organizados pela San Francisco Social Science League, da qual Cook era membro. Mais tarde, ele a acompanhou a Seattle como parte de uma turnê de palestras. Quando a San Francisco Free Speech League foi formada após a prisão de Goldman, ele se tornou seu secretário. O envolvimento de Cook e outros na defesa de Goldman teria "revigorado [Goldman] com um novo senso de missão".
Ele contribuiu escrevendo para a Mãe Terra e foi preso por oposição à Primeira Guerra Mundial.
Mais tarde, ele se estabeleceu em Vancouver, British Columbia, onde em 1913 foi secretário-tesoureiro da Liga de Libertação dos Mineiros e trabalhou para a Dr. Bell Electro Appliance Company de 1913 a 1916, de acordo com os diretórios da cidade.
Em 1919, Cook era chefe do escritório de Chicago da Liga Internacional de Defesa dos Trabalhadores e estava envolvido na organização para libertar ou ganhar um novo julgamento de Thomas Mooney, que havia sido condenado e sentenciado à morte - comutada para prisão perpétua - pelo San Bombardeio do Dia de Preparação de Francisco.
Entre as Guerras Mundiais, Cook foi membro da anarquista Libertarian Society em Los Angeles. Ele foi descrito como um homem "grande, floreado e bombástico", que "escrevia resoluções para reuniões e convenções".
Mais tarde na vida, ele foi um executivo de publicidade e secretário da Rocker Publications, que imprimia e promovia o trabalho de Rudolf Rocker.
Ele morava em Los Angeles quando morreu em 1º de março de 1950 e deixou sua esposa Sadie, uma irmã e dois irmãos. Sua morte também foi notada por um breve obituário no Freedom, um jornal quinzenal anarquista de Londres. Seus trabalhos fazem parte da Coleção Labadie da Universidade de Michigan.